# Dirk Meyer (Synchronsprecher)
 Dirk Meyer (* 11. September 1975 in München) ist ein deutscher Synchronsprecher. Bekannt ist er vor allem durch seine markante schrille Stimme. So spricht er unter anderem die Figuren Butters Stotch (South Park), Lysop (One Piece) und Philip J. Fry (Futurama).

## Berufliche Laufbahn
Der Sohn der Toncutterin Jana Berthold und des Kaufmanns Horst Meyer wuchs mit einer leiblichen Schwester und zwei Halbgeschwistern in der Nähe von München auf. Durch die beruflichen Verbindungen seiner Mutter bot sich Meyer im Alter von 11 Jahren die Möglichkeit, in einem Synchronstudio vorzusprechen. Es folgte ein durchgehendes Engagement für die Fernsehserie ALF, in der Meyer Benji Gregory in der Rolle des Brian Tanner synchronisierte. 1990 erhielt er mit seiner Besetzung auf Jonathan Brandis als Bastian Balthasar Bux in Die unendliche Geschichte II seine erste Hauptrolle in einem Kinofilm. In den frühen 1990er Jahren übernahm er in der Auftaktstaffel der US-amerikanischen Sitcom Eine schrecklich nette Familie die Synchronisation von David Faustino als Bud Bundy und ab der dritten Staffel von Beverly Hills, 90210 die deutsche Stimme von Brian Austin Green als David Silver. Nach seinem Realschulabschluss im Jahr 1993 an der Realschule in Vaterstetten absolvierte Meyer eine private Schauspiel-, Sprach- und Phonetikausbildung bei Gisela Höter und Erika Zeiss. Während des Zeitraums von 2000 bis 2004 war Meyer Geschäftsführer eines Tonstudios, bevor er im gleichen Jahr seinen eigenen Musikverlag gründete. 2007 schloss er ein Fernstudium zum Musikbetriebswirt am Londoner International College of Popmusic and Music Business ab.
Neben seiner Hauptrolle als Philip J. Fry in der Zeichentrickserie Futurama, Butters in South Park, Jake Ryan in Hannah Montana sowie Synchronrollen in Anime- (zum Beispiel One Piece – Lysop) und Realserien wie Law & Order oder Criminal Intent – Verbrechen im Visier ist Dirk Meyer als Sprecher in zahlreichen Werbespots (u. a. für Meica, Call of Duty: World at War, Guitar Hero), Hör – und Computerspielproduktionen wie Indiana Jones und Hardy Boys tätig. Er las unter anderem Das Geheimnis der gelben Narzissen von Edgar Wallace und war an der Hörspielfassung von Jules Vernes Roman Die Propellerinsel beteiligt. Er spricht auch Lucas Bryant in der Rolle des Nathan Wuornos in der Serie Haven.
Dirk Meyer ist ledig und lebt in München. Seine Halbschwester ist die Synchronsprecherin Katharina Iacobescu.

## Videospiele
- 2002: Dynasty Warriors 3 als Liu Bei, Zhang He und Gan Ning
- 2005: Legend of Kay als Kay
- 2009: Borderlands als Mordecai
- 2012: Borderlands 2 als Mordecai
- 2014: Die drei ??? Kids-Jagd auf das Phantom als Justus
- 2017: South Park die Rektakuläre Zerreißprobe als Butters
- 2019: Borderlands 3 als Mordecai
- 2021: Ratchet & Clank: Rift Apart als Imperator Nefarious
- 2022: Horizon Forbidden West als Porguf

## Filme & Serien (Auswahl)
Kappei Yamaguchi als Lysop
- 2003–2010, seit 2014: One Piece (Animeserie)
- 2010: One Piece – Der Film
- 2011: One Piece: Abenteuer auf der Spiralinsel!
- 2011: One Piece: Jackos Tanz Festival (Kurzfilm)
- 2011: One Piece: Chopper auf der Insel der seltsamen Tiere
- 2011: One Piece: Die Könige des Fußballs (Kurzfilm)
- 2011: One Piece: Das Dead End Rennen
- 2011: One Piece: Der Fluch des heiligen Schwerts
- 2011: One Piece: Baron Omatsuri und die geheimnisvolle Insel
- 2011: One Piece: Schloss Karakuris Metall-Soldaten
- 2012: One Piece: Abenteuer in Alabasta – Die Wüstenprinzessin
- 2012: One Piece: Chopper und das Wunder der Winterkirschblüte
- 2012: One Piece: Strong World
- 2013: One Piece: Z
- 2016: One Piece: Episode of Ruffy - Abenteuer auf Hand Island
- 2016: One Piece: Episode of Nami - Die Tränen der Navigatorin
- 2016: One Piece: Gold
- 2016: One Piece: Episode of Merry - Die Geschichte über ein ungewöhnliches Crewmitglied
- 2016: One Piece: Abenteuer auf Nebulandia
- 2017: One Piece: Episode of Sabo
- 2017: One Piece: 3D2Y – Überwinde Aces Tod!

Jamie Campbell Bower als Caius Volturi
- 2009: New Moon – Biss zur Mittagsstunde – Jamie Campbell Bower
- 2011: Breaking Dawn – Biss zum Ende der Nacht, Teil 1
- 2012: Breaking Dawn – Biss zum Ende der Nacht, Teil 2

Brian Austin Green
- 1994–2001: Beverly Hills, 90210 als David Silver (2. Stimme) (Fernsehserie)
- 2007–2008: Freddie als Chris (Fernsehserie)

Yuuji Ueda
- 2004–2006: Shaman King als Trey Racer (Horo Horo)
- 2007: Im Dienste Ihrer Majestät – Licensed by Royalty als Rowe Rickenbacker

### Filme
- 1987: Die Jetsons treffen Familie Feuerstein – Daws Butler als Elroy Jetson
- 1998: Düstere Legenden – Joshua Jackson als Damon Brooks
- 2001: Das Haus am Meer – Ian Somerhalder als Josh
- 2004: Bekenntnisse einer High School–Diva – Adam MacDonald als Steve
- 2005: Im Westen nichts Neues – Ben Alexander als Franz Kemmerich
- 2008: Twilight – Biss zum Morgengrauen – Alexander Mendeluk als Typ

### Serien
- 1988–1991: Alf – Benji Gregory als Brian Tanner
- 1993–1999: Darkwing Duck – Dana Hill als Herb Wirrfuß Junior
- 1999–2010: Schatten der Leidenschaft – Thad Luckinbill als J.T. Hellstrom
- seit 1999: South Park – Matt Stone als Leopold „Butters“ Stotch / Professor Chaos
- seit 2000: Futurama – Billy West als Philip J. Fry
- seit 2000: Pokémon – Tomokazu Seki als Tracey Sketchit
- 2004: Sonic X – Yūki Masuda als Espio the Chameleon
- 2007: .hack//Legend of the Twilight – Masami Kikuchi als Komiyan III.
- 2007–2015: Phineas und Ferb als Carl Karl
- 2020–2023: Ted Lasso – Brett Goldstein als Roy Kent
- 2023: One Piece (Live-Action-Serie) – Jacob Romero Gibson als Lysop